# ジャッジメント・ナイト
『ジャッジメント・ナイト』（Judgment Night）は、1993年のアメリカ合衆国のアクション映画。

## ストーリー
シカゴ近郊に住むフランク・ワイアットは弟のジョン、友人のマイクとレイと共にボクシングの試合の観戦に出かける。
4人は高速道路の渋滞を避けて脇道に入り、見るからに危険そうなスラム街に入り込んだ。すると、4人の前に突然1人の若い男テディが飛び出してきて、続けて出てきたファロンたち4人のギャングがテディを彼らの目の前で射殺してしまう。
ファロン一味は、その現場を目撃したフランクたちも口封じに殺そうと襲ってくる。

## キャスト
※括弧内は日本語吹替
- フランク・ワイアット - エミリオ・エステベス（宮本充）
- マイク・ピーターソン - キューバ・グッディング・ジュニア（高木渉）
- ファロン - デニス・リアリー（牛山茂）
- ジョン・ワイアット - スティーヴン・ドーフ（相沢まさき）
- レイ・コクラン - ジェレミー・ピヴェン（稲葉実）
- サイクス - ピーター・グリーン（茶風林）
- ローズ - エリック・シュロディ（坂口賢一）
- リンダ・ワイアット - クリスティーン・ハーノス（松丸智子）
- テディ - マイケル・デロレンツォ（平田広明）
- トラヴィス - マイケル・ワイズマン（今井耕二）